# Zalmoxes
Zalmoxes là một chi khủng long Ornithopoda thuộc họ Rhabdodontidae, sinh sống vào khoảng Creta muộn tại România. Những mẫu vật đầu tiên của chi được mô tả như loài Mochlodon robustum năm 1899 bởi Franz Nopcsa được khi được tái phân loại như Rhabdodon robustum năm 1915. Năm 1990, tên lại được chỉnh sửa thành Rhabdodon robustus bởi George Olshevsky, và năm 2003 loài này được tái phân loại lần nữa, lần này dưới tên Zalmoxes robustus trong chi mới Zalmoxes . Tên Zalmoxes bắt nguồn từ vị thần Zalmoxis trong thần thoại Dacia. Cũng năm 2003 một loài mới được đặt tên, Zalmoxes shqiperorum, theo tên tiếng Albania của Albania.

## Lịch sử phân loại

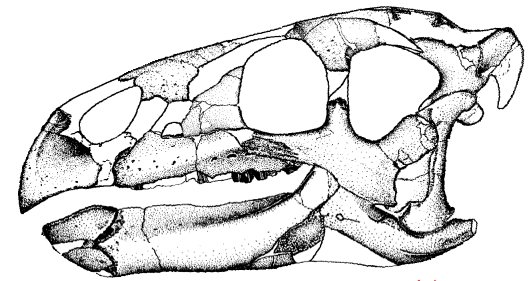
Hộp sọ Z. robustus

Zalmoxes được ghi nhận từ nhiều hóa thạch phát hiện tại Transylvania, được định danh là Mochlodon robustum bởi Baron Franz Nopcsa năm 1899. Tên loại (robustum) được đặt theo hình thái cơ thể của nó (robustus tiếng Latinh có nghĩa "cường tráng"). Năm 1915 Nopcsa tái danh loài này Rhabdodon robustum, rồi năm 2003 lại được David B. Weishampel, Coralia-Maria Jianu, Zoltan Csiki và David B. Norman sử đổi. Weishampel et al. (2003) công bố một tài liệu về những di tích mới ở România, mà ông cho là của một loài mới. Họ cho rằng R. robustus đủ khác biệt với Rhabdodon, và đặt ra chi mới Zalmoxes cho loài này. Tên chi xuất phát từ vị thần Zalmoxis (đôi khi viết là Zalmoxes). Thên vào đó, Weishampel et al. đặt tên những mẫu vật mới là Zalmoxes shqiperorum, theo Shqiperia (tên tiếng Albania cho Albania, nơi Nopcsa có mối quan hệ đặc biệt).